# Nguyễn Thị Thanh An
Pour les articles homonymes, voir Nguyễn.
Nguyễn Thị Thanh An est une joueuse d'échecs vietnamienne née le 17 juin 1976. 
Au 1er février 2021, elle est la troisième joueuse vietnamienne avec un classement Elo de 2 274 points.

## Biographie et carrière

### Championne du Viêt Nam
Nguyễn Thị Thanh An a le titre de grand maître international féminin depuis 2005. Elle remporta le championnat national féminin en 2001, 2003 et 2005. En 2007, elle finit troisième (médaille de bronze) du championnat d'Asie.
Elle se qualifia pour les championnats du monde féminins de 2000, 2004, 2008 et 2015.  Lors du championnat du monde féminin de 2008, elle battit l'ancienne championne du monde Maïa Tchibourdanidzé 2-0, puis perdit au deuxième tour face à Elena Sedina (1-3 après départages en parties rapides).

### Compétitions par équipe
Nguyễn Thị Thanh An a représenté le Vietnam lors de six olympiades féminines de 2008 à 2016,. Elle joua au premier échiquier en 2004 et 2006. Le Vietnam finit septième de l'olympiade d'échecs de 2016 à Bakou, meilleur résultat aux olympiades des équipes du Vietnam (l'équipe masculine finit également septième en 2012).
Nguyễn Thị Thanh An a également participé à deux championnats du monde par équipes féminins (en 2007 et 2011).
Elle participe régulièrement au championnat d'Asie par équipes, remportant neuf médailles :
- deux médailles d'or par équipe et deux médailles d'or individuelles (au premier échiquier en 2005 et au troisième échiquier en 2009) ;
- deux médailles d'argent par équipe (en 2003 et 2018) ;
- une médaille d'argent individuelle à l'échiquier de réserve en 2016 ;
- deux médailles de bronze par équipe (en 2008 et 2012).